# Indolpium majusculum
Indolpium majusculum är en spindeldjursart som beskrevs av Beier 1967. Indolpium majusculum ingår i släktet Indolpium och familjen Olpiidae. Inga underarter finns listade i Catalogue of Life.